# یواس‌ان‌اس توماس جی تامپسون (تی-ای‌جی‌اوآر-۹)
یواس‌ان‌اس توماس جی تامپسون (تی-ای‌جی‌اوآر-۹) (به انگلیسی: USNS Thomas G. Thompson (T-AGOR-9)) یک کشتی بود که طول آن            209' بود. این کشتی  در سال ۱۹۶۴ ساخته شد.